# Народен национален конгрес (Гвиана)
Вижте пояснителната страница за други значения на Народен национален конгрес.
Народният национален конгрес (на английски: People's National Congress) е социалистическа политическа партия в Гвиана, свързана с афрогвианската етническа група.
Тя е основана през 1957 година, когато умереното и предимно афрогвианско крило, начело с Форбс Бърнам, се отделя от на Народната прогресивна партия. Управляваща партия и през 1957-1961 година, след 1964 година Народният национален конгрес с помощта на редовни манипулации на изборите създава практически еднопартиен социалистически режим. В края на 80-те години режимът постепенно се либерализира и през 1992 година партията пада от власт, оставайки оттогава в опозиция.
На изборите през 2011 г. Народният национален конгрес, в коалиция с по-малките партии Гвианска партия на действието и Работнически народен алианс, печели 41% от гласовете и 26 места в парламента.